# Новокаледонский франк
Новокаледонский франк (фр. Franc) — денежные знаки во франках (сначала французских, затем франках КФП), выпускающиеся с 1873 года для французского владения Новая Каледония. Официально не назывались «новокаледонским франком», однако обращались, как правило, только на его территории.
В настоящее время выпускаются монеты Новой Каледонии номиналом от 1 до 100 франков КФП, являющиеся законным платёжным средством на территории Новой Каледонии, Французской Полинезии и островах Уоллис и Футуна.

## История
В 1853 году Новая Каледония объявлена владением Франции, с 1860 года являлась отдельной колонией, с 1946 года — заморской территорией Франции. С 1998 года — заморское особое административно-территориальное образование Франции.

### Французский франк
Законным платёжным средством до 1946 года был французский франк. В 1873—1874 годах выпускались билеты Компании Новой Каледонии. В 1874 году начат выпуск банкнот Банка Новой Каледонии. Затем право выпуска банкнот получил Банк Индокитая, начавший выпуск банкнот в 1888 году.
В 1914 году в связи с нехваткой разменной монеты в обращение были выпущены почтовые марки с печатью казначейства, в 1918 — билеты казначейства, в 1922 — марки с печатью Банка Индокитая.
В 1939 году выпускались банкноты Банка Индокитая в пиастрах, использовавшиеся в Французском Индокитае, с надпечаткой номинала во франках. В 1939—1943 годах выпускались чеки на предъявителя. В 1942—1943 годах казначейство Нумеа выпускало кассовые боны с изображением лотарингского креста — эмблемой Свободной Франции.

### Франк КФП

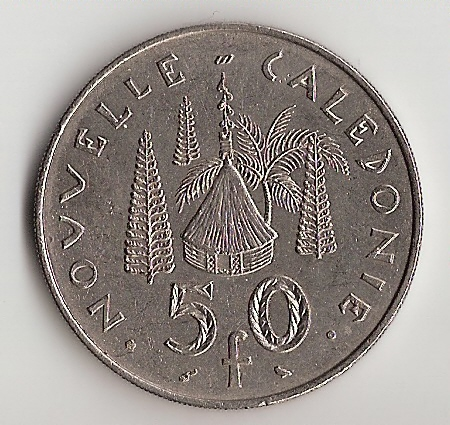
50 франков КФП Новой Каледонии

Декретом французского правительства от 26 декабря 1945 года в качестве денежной единицы французских владений тихоокеанских владений Франции (в том числе Новой Каледонии) утверждён франк КФП (colonies françaises du Pacifique — французских тихоокеанских колоний). Право выпуска франка КФП первоначально осталось за Банком Индокитая. 25 сентября 1948 года принят закон, лишающий Банк Индокитая права эмиссии во французских заморских владениях. Однако фактически право эмиссии принадлежало банку до 1967 года.
В 1949 году выпущены первые монеты Новой Каледонии. На аверсе монет имелась надпись «Французская Республика — Французский Союз», на реверсе — «Новая Каледония».
22 декабря 1966 года принят закон о деятельности Эмиссионного института заморских территорий. 1 апреля 1967 года правительством Франции учреждён Эмиссионный институт заморских территорий, которому переданы эмиссионные функции Банка Индокитая.
В 1967 году начат выпуск новых монет, на аверсе которых не было надписи «Французский Союз». В 1969 году в Новой Каледонии начат выпуск банкнот Эмиссионного института заморских территорий с надпечаткой «Нумеа» (во Французской Полинезии банкноты выпускались с надпечаткой «Папеэте»). С 1971 года на монетах указывается аббревиатура Эмиссионного института — «I.E.O.M.».
С 1992 года банкноты в 500 франков, а затем и банкноты остальных номиналов выпускаются без надпечаток «Нумеа» и «Папеэте». Монеты во франках КФП по-прежнему выпускаются двух образцов — Новой Каледонии и Французской Полинезии. Банкноты и монеты Эмиссионного института во франках КФП независимо от их образца (Новой Каледонии или Французской Полинезии) являются законным платёжным средством на территории Новой Каледонии, Французской Полинезии и островах Уоллис и Футуна.

## Монеты и банкноты
Выпускались бумажные денежные знаки:
- банкноты Компании Новой Каледонии: 5, 20 франков;
- банкноты Банка Новой Каледонии: 5, 20, 100, 500, 1000 франков;
- банкноты Банка Индокитая: 5, 20, 100, 500 франков;
- почтовые марки с печатью казначейства: 25, 50 сантимов, 1, 2 франка;
- билеты казначейства: 0,50, 1, 2 франка;
- почтовые марки с печатью Банка Индокитая: 25, 50 сантимов;
- банкноты Банка Индокитая в пиастрах с надпечатками во франках: 100 франков (на 20 пиастрах), 1000 франков (на 100 пиастрах);
- чеки на предъявителя Банка Индокитая: 5000 франков;
- кассовые боны казначейства Нумеа: 50 сантимов, 1, 2, 5, 20 франков[1].
- банкноты Эмиссионного института с надпечаткой «Нумеа»: 100, 500, 1000, 5000 франков[2].

Выпускались монеты:
- с легендой «Французская Республика — Французский Союз», «Новая Каледония»: 50 сантимов, 1, 2, 5 франков;
- с легендой «Французская Республика», «Новая Каледония»: 1, 2, 5, 10, 20, 50, 100 франков[3][4].